# A felicidade
Az A felicidade (Boldogság) című Antônio Carlos Jobim dalhoz Vinícius de Moraes írt szöveget. Az 1958-os Orfeu Negro (A fekete Orfeusz) című francia filmhez íródott és szólalalt meg először, majd később a filmtől függetlenül is örökzölddé vált.
A filmforgatókönyv Vinicius de Morares 1954-ben írt Orfeu da Conceição című művéből származik.

## Híres felvételek
João Gilberto: 2015

João Gilberto – A felicidade/O nosso amor (78rpm, Odeon, 14.491) (1959) and Live in Montreux (1987)

Astrud Gilberto

Sylvia Telles – Amor de gente moça (Musicas de Antonio Carlos Jobim) (1959)

Radames Gnattali – Radamés Gnattali Sexteto – Radamés na Europa com seu Sexteto e Edu (1960)

Sonia y Myriam – En La Habana (recorded as Samba de Orfeo) (1960)

Bob Brookmeyer – Trombone Jazz Samba (1962)

Willie Bobo – Bobo's Beat (1963)

Billy Eckstine – Now Singing in 12 Great Movies (1963)

Charlie Byrd – Byrd Song (1964) and More Brazilian Byrd (1967)

Vince Guaraldi Trio – Jazz Impressions of Black Orpheus (rec. 1964, released 2010 on remastered version)

Antônio Carlos Jobim – The Wonderful World of Antonio Carlos Jobim (1965) and Inédito (1987)

The Ramsey Lewis Trio – The In Crowd (1965)

Neil Sedaka with Stan Applebaum & His Orch.

Astrud Gilberto – Look to the Rainbow (1966)

Hugh Masekela – The Emancipation of Hugh Masekela (1966)

Claudine Longet – Claudine (1967)

Bola Sete – Bola Sete at the Monterey Jazz Festival (1967)

Tito Madi – Balanço Zona Sul (1968)

Cal Tjader – Solar Heat (1968)

Vinicius de Moraes – En 'La fusa' con Maria Creuza e Toquinho (1970)

Milton Nascimento – Milton (1970)

Kenny Drew Trio – Dark Beauty (rec. 1974, released 1991 on reissued version)

Niels-Henning Ørsted Pedersen – Jaywalkin' (1975)

Tom Zé – Estudando o samba (1976)

Orlandivo - Orlandivo (1977)

Ella Fitzgerald - Ella Abraça Jobim (1981)

Nara Leão – Garota de Ipanema (1985)

Rosa Passos - Curare (1991)

George Cables – Skylark (1995)

Joe Henderson – Double Rainbow: The Music of Antonio Carlos Jobim (1995)

Lee Konitz – Brazilian Rhapsody (1995)

Eliane Elias – Eliane Elias Sings Jobim (1998)

Gal Costa – Gal Costa canta Tom Jobim ao vivo (1999)

Quarteto Jobim-Morelenbaum (1999)

Dori Caymmi – Influências (2001)

Vinicius Cantuária – Silva (2005)

Jeff Hamilton – From Studio 4, Cologne, Germany (2006)

Quarteto em Cy – "Vinicius em Cy" (1993)

Agostinho dos Santos

Karrin Allyson

Tom Jobim

Breitner János

## Filmek
- 1959: Orfeu Negro (A fekete Orfeusz)[1]